# 少年游之一寸相思
《少年遊之一寸相思》，是一部2020年中国大陆武侠古装剧，该剧根据紫微流年同網絡小说《一寸相思》改编。由张耀、张雅钦、邹廷威、邓郁立领衔主演，于2019年4月杀青。於2020年6月8日在騰訊視頻和优酷首播，台灣由WeTV、KKTV、LiTV 線上影視、LINE TV、friDay影音同步跟播。

## 播出时间
| 频道                 | 所在地   | 播出日期     | 备注                            |
| -------------------- | -------- | ------------ | ------------------------------- |
| 腾讯视频/优酷        | 中国大陆 | 2020年6月8日 | 每週一至週三20:00更新2集        |
| WeTV                 | 臺灣     | 2020年6月8日 | 每週一至週三20:00更新2集        |
| KKTV                 | 臺灣     | 2020年6月8日 | 每週一至週三20:00更新2集        |
| LINE TV              | 臺灣     | 2020年6月8日 | 每週一至週三20:00更新2集        |
| LiTV線上影視(已下架) | 臺灣     | 2020年6月8日 | 每週一至週三20:00更新2集        |
| 八度空间             | 马来西亚 | 2021年5月5日 | 亚洲精选 星期一至四 21:00-22:00 |

## 故事大綱
根據紫微流年同名小說改編，講述了在山河動蕩、武林黑暗的年間，「少年隱士」左卿辭（张耀）以江湖游醫身份尋找遺失的朝廷重寶「山河圖」，由此結識了易容盜賊「飛寇兒」（张雅钦），之後兩人一同翻出一段江湖秘史的故事。

## 演员列表

### 主要演员
| 演員                | 角色          | 介紹 |
| 张耀 少年：馬柏全   | 左卿辞        | 靖安侯之子 方外谷少谷主 侯府長子嚴植，十年前請師父重新取名為左卿辞，現今是一名四方行醫逍遙的郎中。為了救蘇雲落,讓自己陷入江湖風波。 |
| 张雅钦 少年：李亞真 | 蘇雲落/飛寇兒 | 蘇璇之徒 易容盜賊 十年前因為要救師父，抓了左卿辭，並拜託左卿辭跟他師父說醫治自己師父，在告知需要的藥材後離開尋找。兩人再相遇是十年後為了尋找山河圖，在過程中左卿辭和她相認，還告知自己身分。十年都在尋找八味藥材，為了救師父去正陽宮偷取鶴尾白 |
| 邹廷威              | 文思渊/司馬琅 | 山水渡宗主 云蕩七俠之六 |
| 邓郁立              | 沈曼青        | 正陽宮弟子，永山君之女 名門正陽宮首徒，江湖“天都雙璧”之一，受長輩喜愛又武藝高超，面容姣好的天之驕女，身負永山滅門之仇，卻渴望一段塵世良緣。 |
| 鄭好                | 殷長歌        | 正陽宮弟子 人稱玉狻猊，與師姐被江湖人稱"天都雙璧"，個性正直良善、愛憎分明，滿腔正義的少俠，與朱厭志趣相投結拜。 |
| 石雲鵬              | 朱厭          | 孑然一身，出身邪教血翼神教的異域少年，雖蠻橫但義氣十足，與蘇雲落一行人因盜山河圖時意外結交，之後一同闖江湖。 |
| 許夢圓              | 謝姜兒        | 謝離之女 古靈精怪的可愛女孩，是無耳寨謝離的女兒。 |

### 其他演员
| 演員     | 角色      | 介紹 |
| 黄海冰   | 苏璇      | 飛寇兒師父 劍術無雙，聲明遠揚，江湖人稱劍魔。十年前中娑羅夢之毒，需要八味藥材醫治。被金虛污陷為正陽孽徒。 |
| 李雨泽   | 金虚      | 正陽宮掌教                                                                                                |
| 董彦麟   | 嚴彧      | 靖安侯，靖北大將軍 左卿辭(嚴植)之父，嚴晴之父                                                             |
| 卢星宇   | 裴景煥    | 威宁候 廟堂腹黑權相、高官佞臣。                                                                           |
| 张春仲   | 鬼神医    | 左卿辭師父 長年隱居方外谷。                                                                               |
| 淳于珊珊 | 谢离      | 無耳寨寨主 謝姜兒之父                                                                                     |
| 王滋润   | 鬼童子    | 雪域三魔之一 真實身份為走火入魔的孫斯弱                                                                   |
| 楊俊生   | 白陌      | 左卿辭弟子                                                                                                |
| 李昊臻   | 沈三章    | 御前十二郎衛令主                                                                                          |
| 顧珂嘉   | 靈犀/如期 | 孝明帝派至山水渡的密探                                                                                    |
| 任宇     | 沐休      | 沐府掌門 朱厭之父 沐怜的師兄，萬念古道是沐府秘境，此處是沐元祖師爺的墓葬                                    |
| 何龍龍   | 孝明帝    | 大盛國主                                                                                                  |
| 岳辛     | 楊嬛      | 靈風派的人                                                                                                |
| 常凱寧   | 修玉谷    | 正阳宮長老                                                                                                |
| 陳諾     | 靳海山    | 正阳宮長老                                                                                                |
| 強宇     | 沐英      | 沐府首徒                                                                                                  |
| 洪連成   | 廖非言    | 山水渡俞江分舵舵主                                                                                        |
| 趙崇越   | 孫斯弱    | 喜欢沐怜，最后与沐怜葬身于火海                                                                            |
| 鄭媛元   | 沐        | 喜歡孫斯弱，等了孫斯弱10年，沐休的師妹                                                                    |
| 張正陽   | 商晚      | 云蕩七俠之四 為了讓文思淵不被武盟懷疑，自己撞向文思淵的刀扇而死                                           |
| 張雷     | 連七山    | 崤宗宗主                                                                                                  |
| 吳嵐     | 寇夙白    | 朝暮閣掌門                                                                                                |
| 周小飛   | 蝎夫人    | 雪域三魔之一 死於朱厭與殷長歌之手                                                                         |
| 張恒瑞   | 丑奴兒    | 雪域三魔之一                                                                                              |
| 泓萱     | 袁盈盈    | 朝暮閣弟子                                                                                                |
| 童虎     | 赤魃      | 血翼神教護法 修煉禁術欲篡奪教主之位，最後死於朱厭手中                                                     |
| 蔣林靜   | 柔川      | 血翼神教掌門 阿蘭朵之母，朱厭的駝師父兼母親                                                               |
| 胡林希   | 阿蘭朵    | 血翼神教聖女 柔川之女                                                                                     |
| 郭子千   | 雪姬      | |
| 李昶     | 段衍      | 嵬南王之子                                                                                                |
| 夢楠     | 嚴晴      | 嚴彧之女，嚴植之妹                                                                                        |
| 王旭東   | 呂壽      | |
| 孫亦凡   | 楚天江    | 崤宗首徒                                                                                                  |
| 曾肖龍   | 陸瀾山    | 無耳寨的人                                                                                                |
| 常波     | 孟無懮    | 無耳寨的人                                                                                                |
| 鄭旭東   | 林大      | |
| 嚴豐     | 渭西王    | |
| 魏至強   | 楊廷光    | 大盛太傅                                                                                                  |
| 徐歆雨   | 裴婉      | 威宁候之女                                                                                                |
| 宋亞剛   | 羅木耶    | 赤炎沙宰相                                                                                                |
| 劉國際   | 趙陽      | |
| 羅霆     | 孫博之    | |
|          | 何直      | 京畿大營副將，是陛下的人                                                                                  |
|          | 張天應    | 京畿大營主將，尸位素餐 更結覺營私 暗中投靠佞臣                                                            |

## 电视剧歌曲

### 中国大陆
| 曲序     | 曲目           |          | 作曲     | 编曲     | 演唱       |
| -------- | -------------- | -------- | -------- | -------- | ---------- |
| 1.       | 相思（片头曲） | 晏几道   | 赵丹     | 赵丹     | 王晰、弦子 |
| 2.       | 九願（片尾曲） | 黄星     | 趙丹     | 赵丹     | 霍尊       |
| 3.       | 九願（推广曲） | 黄星     | 赵丹     | 赵丹     | 银临       |
| 总时长： | 总时长：       | 总时长： | 总时长： | 总时长： | 11:19      |